# پیز ساردونا
پیز ساردونا (به لاتین: Piz Sardona) یک کوه در سوئیس است که در کانتون گلاروس واقع شده‌است. پیز ساردونا ۳٬۰۵۶ متر بالاتر از سطح دریا واقع شده‌است.